# Urban Waste
Urban Waste est un groupe de punk hardcore américain, originaire de New York.

## Biographie
Groupe fondé à l'âge de 13 ans par John Kelly (Johnny waste), guitare et John Dancy, batterie. Urban Waste s'inscrit dans la scène du renouveau punk hard-core new-yorkais du début des années 1980 (voir aussi Bad Brains, Cause for Alarm, Minor Threat, Deep Wound, Beastie Boys, The Abused...).
Le groupe commence en jouant des reprises violentes d'Alice Cooper et des Ramones, et trouve rapidement le style d'accélération/décélération fuzz et flanger porté par la voix perçante et expressive de Kenny Ahrens qui en fera un groupe de référence.
Andy Apathy (Andy Bryan ; ex-basse et chant dans Reagan Youth) remplace Freddie Watts à la basse et en 1982, Urban Waste enregistre leur unique et mythique (désormais une pièce de collection aux États-Unis) disque, Urban Waste, enregistré au studio Power Play de new-york par Peeter Sanchez et tiré à 2 000 exemplaires. Plusieurs rééditions 12" sont réalisées à chaque fois baptisées du nom énigmatique de mob style. Personne, pas même le groupe ne sait pourquoi (il en est de même pour l'édition disponible en Europe, chez Lost and Found, lf 062/cd). Le groupe se sépare après cinq ans d'existence, en 1985, sans avoir enregistré tout leur matériel. John Dancy et Johnny Waste rejoindront Major Conflict et Cro-Mags pour quelque temps.
Urban Waste se reforme en novembre 2002 pour un temps avec Zac Stough au chant et à la basse Tony Ricci, Andy Apathy étant décédé. Urban Waste se reforme en 2008 avec le retour de Kenny Ahrens au chant, et Sonny Baron à la basse. Un nouvel album, Recycled, est annoncé et publié en 2010. En 2014, ils enregistrent un split avec Notox, The Nasty et Red Tape. L'année suivante, 2015, assiste à la sortie de l'album Wastecrew.

## Influences
Urban Waste a influencé de nombreux groupes aux États-Unis où il reste une référence. Roger Miret d'Agnostic Front l'évoque comme le groupe qui lui a donné l'envie de faire du Hardcore. De nombreuses personnes à travers le monde vouent à ces morceaux brutaux le culte qu'ils méritent.

## Discographie
- 1982 : Urban Waste (EP)
- 2010 : Recycled
- 2014 : Split-EP avec Notox, The Nasty et Red Tape
- 2015 : Wastecrew (EP)

## Membres

### Membres actuels
- Joshua Gitts - chant (depuis 2012)
- Nonlee Saito - basse (depuis 2012)
- Stooley Kutchakokov - claviers (depuis 2015)

### Anciens membres
- Billy Phillips - chant (1981–1982)
- Johnny « Johnny Waste » Kelly - guitare
- Freddie Watt - basse (1981–1982)
- John Dancy - claviers (1981–2010)
- Johnny Kelly - guitare
- Kenny Ahrens - chant (1982–1984, 2008–2011)
- Zac Stough - chant (2002, 2012)
- Andrew « Andy Apathy » Bryan - basse (1982–1984, † 2002)
- A. J. Ricci - basse (2002, 2011–2012)
- Phil Kinkel - basse (2008–2009)
- Sammy Ahmed - basse (2009)
- Paul Bakija - basse (2009)
- Sonny Baron - basse (2009–2011)
- Jimmy Duke - claviers (2010–2014)